# M42防空砲車
M42 40毫米防空炮车（英語：M42 40 mm Self-Propelled Anti-Aircraft Gun），又稱M42清道夫（英語：M42 Duster），為美國通用汽車公司於1951年以M19防空炮車的砲塔與M41輕型戰車為底盤改良而成。

## 沿革
美軍在大部分的戰爭中佔有相對空權優勢，因此對野戰防空一向沒有積極精進；M42研發的動力也非實際戰爭教訓，而是美軍在韓戰後決議汰換M24輕戰車與使用該車底盤的一切衍生車種，因此以M24底盤研製的M19防空炮車需服膺政策指導退場，美軍便將M19的防空炮座移植到研製中的T37與T41（未來的M41輕型坦克）上，成為新款自走防空炮車；原型車分別稱為T141及T141E1，T141E1裝有射控雷達可提高防砲命中率，但美國陸軍決定採購便宜且技術較簡單的T141，並自1953年10月正式採購；但早從1952年起，通用汽車便開始生產M42防炮車。M42防空砲車配有1門M19A1的砲塔，砲塔含雙管40mm M2A1 66倍徑快砲。可用於低空防衛，亦可對地面目標進行直射高速火力射擊，另配有一挺白朗寧M1919A4 7.62毫米中型機槍用於自衛戰鬥。
1956年起，美軍將M42生產線更換為M42A1，其改良因應M41A1轉換至M41A3產線，主要特點為使用噴射注油提高動力的改良型引擎，其餘部分未變。
M42產線至1959年12月停止，由於美軍評估未來師級野戰防空不可能由防炮車承擔，師級防空武器開始以MIM-23鷹式飛彈取代；美國陸軍的M42防炮車在1963年全數除役，但是鷹式飛彈的低空搜索擊殺性能不好，使美軍在越戰時曾整建3個自走防空營，約200輛的M42A1佈署在機場及野戰防空任務，這批復役的M42A1防炮車在1971年12月陸續移交給南越陸軍或歸建回陸軍國民兵，陸軍國民兵的M42自走防炮營直到1988年才全數除役。

## 中華民國操作概況

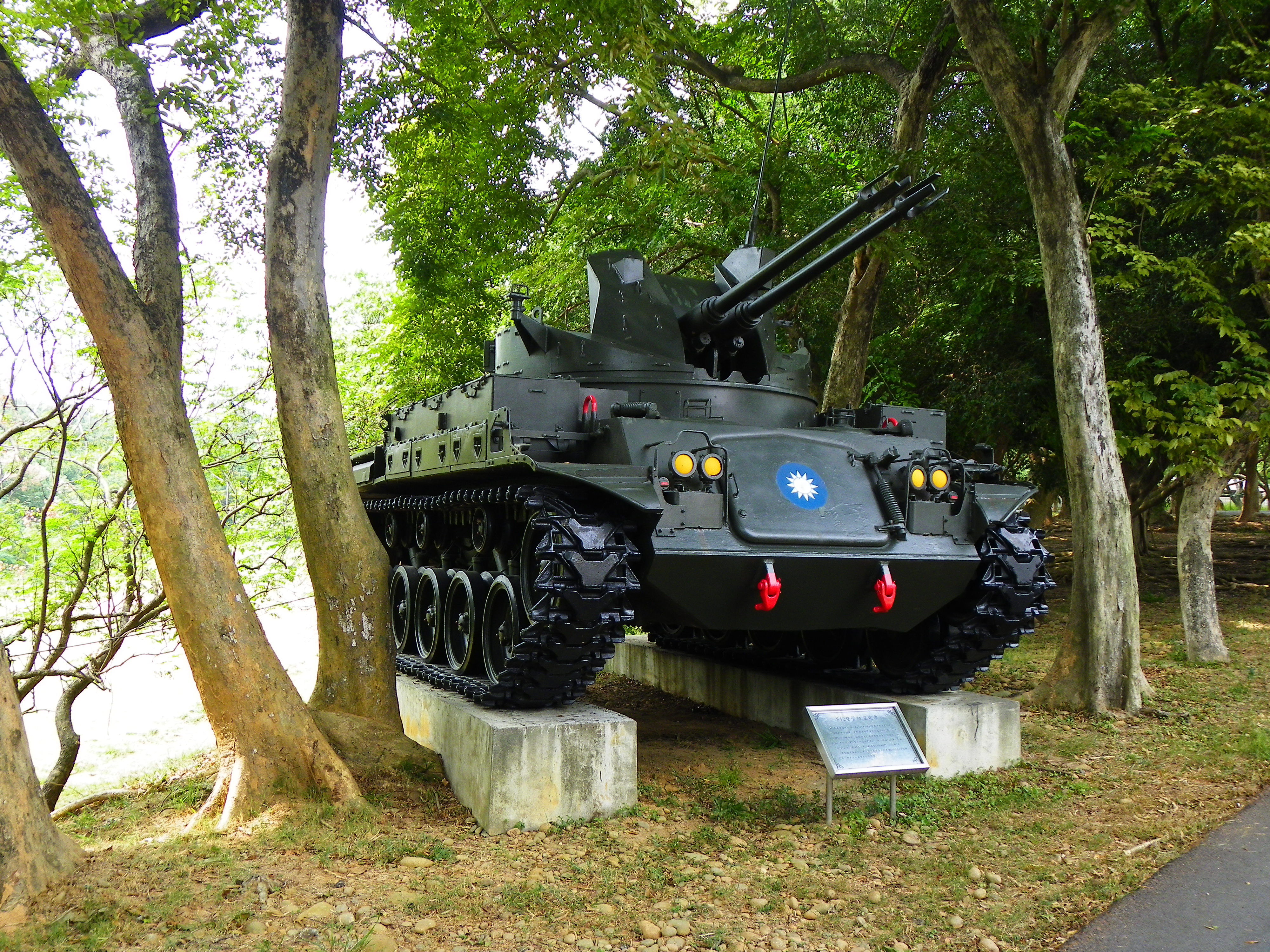
固定於成功嶺展示的M42防空炮車

- 1958年，中華民國陸軍已自美援途徑接收M42，配發師屬防砲連與海軍陸戰隊，用於取代舊式M19A1防空炮車（英语：M19 Multiple Gun Motor Carriage）擔任低空防衛任務，總共獲得約290輛。
- 1998年，聯勤二○五兵工廠自行研發T82雙聯20公釐防空機砲，並自美採購復仇者防空飛彈系統後，M42防空砲車陸續除役；但因陸軍野戰防空飛彈數量不足，仍有部分M42在軍團所屬砲兵群下防空營使用，直至2012年前後才完全汰除，而馬祖等外島單位則截至2017年，還有多輛M42尚在使用中。
- 2014年，中華民國陸軍春節戰備戰力展示，陸軍六軍團關渡地區指揮部機械化步兵第三營展示M42防空砲車利用砲口平射方式，封鎖淡水河口敵軍可能進襲路線。

目前大部分已除役，少部分於砲指部防空營跟機場擔任低空警戒任務與捷羚防空飛彈系統形成高低搭配。

## 使用國
- 希腊
- 日本
- 约旦
- 黎巴嫩
- 巴基斯坦
- 中華民國
- 泰國
- 突尼西亞
- 土耳其
- 委內瑞拉
- 西德
- 美国
- 越南共和国

## 展示地點
- 臺中市烏日區成功嶺
- 臺中市大里區塗城公園
- 桃園市龍潭區龍潭運動公園